# Тинян
Тинян (на словенски: Tinjan) е село в Словения, Обално-крашки регион, община Копер. Според Националната статистическа служба на Република Словения през 2002 г. селото има 151 жители.